# Constitución (Uruguay)
Constitución ist eine Stadt in Uruguay. 

## Lage
Sie befindet sich auf dem Gebiet des Departamento Salto am Ostufer des Río Uruguay. Flussabwärts liegt südlich die Hauptstadt des Departamentos, Salto. Nördlich von Constitución befindet sich Belén. Südlich der Stadt mündet der Arroyo Itapebí Grande in den Stausee Embalse Salto Grande.

## Geschichte
Offiziell wurde Constitución am 11. Juli 1852 gemäß Gesetz Nr. 297 gegründet.

## Einwohner
Die Einwohnerzahl Constitucións beträgt 2.762 (Stand: 2011), davon 1.370 männliche und 1.392 weibliche. Damit ist sie in dieser Hinsicht die zweitgrößte Stadt des Departamentos.
| Jahr | Einwohner |
| ---- | --------- |
| 1963 | 2.425     |
| 1975 | 3.671     |
| 1985 | 2.954     |
| 1996 | 2.803     |
| 2004 | 2.844     |
| 2011 | 2.762     |

Quelle: Instituto Nacional de Estadística de Uruguay

## Infrastruktur
Durch die Stadt führt die Ruta 3, die hier ihren Kilometerpunkt 535 hat.

## Stadtverwaltung
Bürgermeister (Alcalde) von Constitución ist Sergio Gracía da Rosa.